# Jahiliyyah
Jahiliyyah (em árabe: جاهلية, translit. jāhiliyya) é um termo islâmico que se refere ao tempo e à sociedade anterior ao surgimento do profeta Muhammad (ou Maomé) e do islão na Arábia do século VII. O termo pode ser traduzido como a "idade da ignorância" (do árabe: جاهل; jāhil, "ignorante"). 
De acordo com a visão islâmica, de início a humanidade era monoteísta. Porém, progressivamente esta afastou-se da adoração de um único deus, prática que teria sido instituída pelo profeta Abraão (em árabe, Ibrahim), caíndo no paganismo. Os Árabes não foram alheios a este comportamento e fizeram o mesmo, convertendo a Kaaba num local de adoração de ídolos. A prova do monoteísmo inicial dos seres humanos eram as comunidades judaicas e cristãs que viviam na Arábia. 
O surgimento histórico do islão pretendia simplesmente restaurar o monoteísmo original e não fundar uma nova religião. O período em que Muhammad apresentou a sua mensagem é denominado como Nubuwwa.
O termo não foi utilizado pelo profeta Muhammad como mera referência ao paganismo anterior ao islão (como fizeram os autores cristãos em relação à era anterior ao cristianismo), mas igualmente como uma alusão a um estado de espírito, a uma mentalidade dos Árabes pré-islâmicos caracterizada pelo espírito de vingança, pela arrogância e que o islão pretendeu abolir. 

## Utilização moderna do termo
No pensamento de autores ligados ao que se denomina como fundamentalismo islâmico, o termo Jahiliyyah é usado para se referir a qualquer civilização ou cultura cuja forma de ser é considerada como estando afastada de Deus, podendo mesmo ser usada para se referir a outros muçulmanos. 
Sayyid Qutb, autor associado à Irmandade Muçulmana, aplicou o termo pela primeira vez a outros muçulmanos, considerando o governo do presidente egípcio Nasser como parte da Jahiliyyah, sendo necessário na sua opinião combatê-lo.